# 베이타이핑좡역
베이타이핑좡역(중국어: 北太平庄站)은 중국 베이징시 하이뎬구 베이타이핑좡 가도·화위안루 가도·시청구 더성 가도 경계의 북3환중로·베이타이핑좡로·신제커우 외대가 교차로 베이타이핑교 하방에 위치한 베이징 지하철 12호선과 19호선의 지하철 환승역이다. 19호선은 2022년 7월 30일, 12호선은 2024년 12월 15일에 개통하였다.

## 위치
베이타이핑좡역은 북3환로와 베이타이핑좡로가 교차하는 베이타이핑교 하방에 위치한다. 12호선의 역은 동서 방향, 19호선의 역은 남북 방향으로 배열되어 있다.

## 역 구조

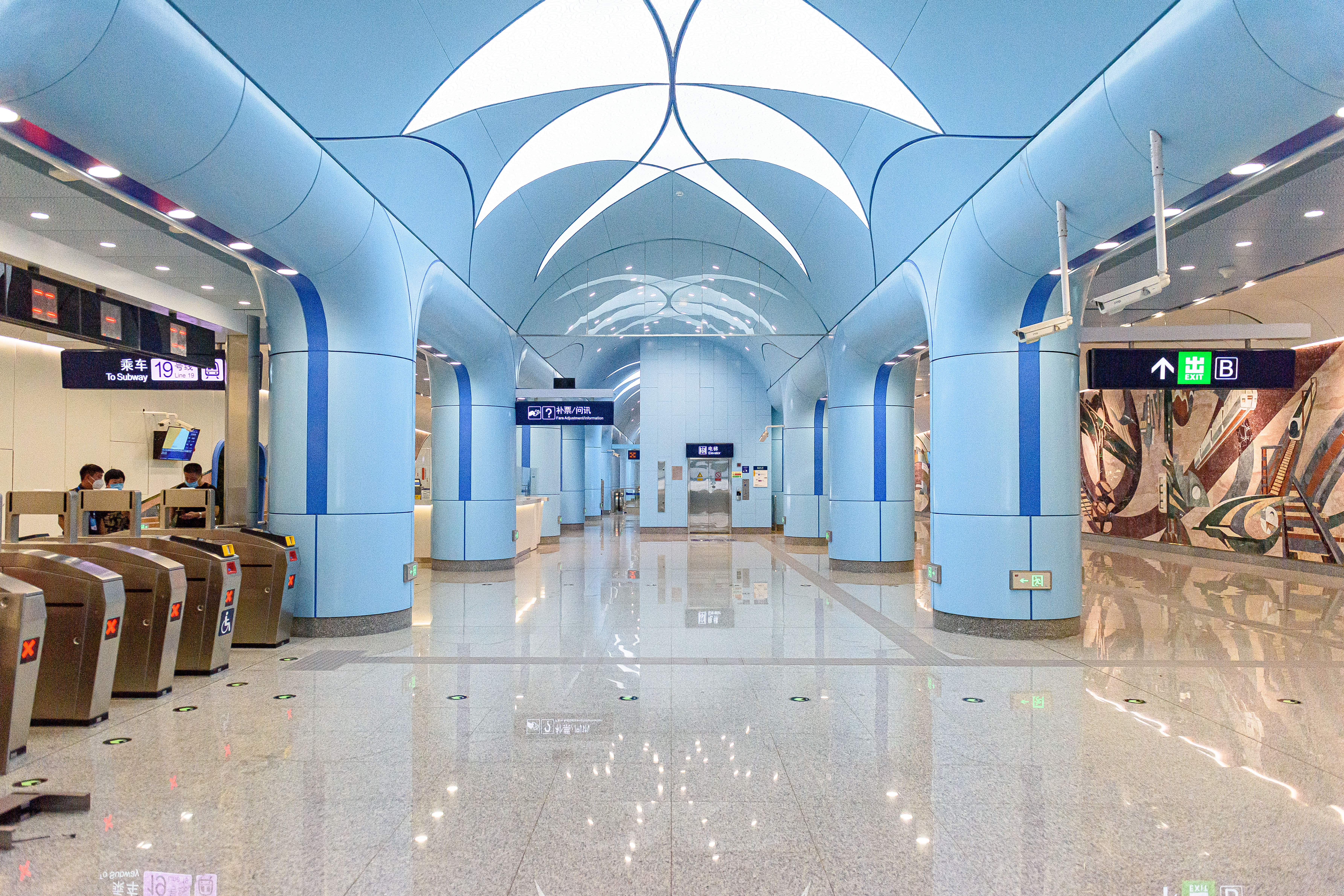
19호선 대합실

12호선은 총 길이 277m, 승강장 폭 12m, 주요 구조물 폭 21.3m, 토사 약 11.14m를 덮는 구조물, 바닥면을 갖춘 지하 2층 섬식 승강장의 구조이다. 수심 약 27.99m 3개의 출입구 통로(지상 파빌리온 2개, A 출입구 통로는 19호선과 지상 파빌리온 공유), 안전 출입구 4개, 풍정 2세트, 냉각탑 1개가 있다. 19호선 역사는 총 건축 면적 40,935㎡의 지하 굴착 섬식 승강장으로 출입구 2개, 안전 출입구 4개, 풍정 2세트, 냉각탑 1개를 갖추고 있다. 19호선 대합실은 "과월시공《跨越时空》" 벽화로 장식되어 있다. 작품은 "시공천사《时空穿梭》", "과월미래《跨越未来》", "제속시대《提速时代》", "강철홍류《钢铁洪流》", "굴진천지《掘进天地》", "기억영항《记忆永恒》" 등 6가지 주제로 구성되어 도시철도 교통의 과거, 현재, 미래 발전과 비전을 표현한다.

### 층별 구조

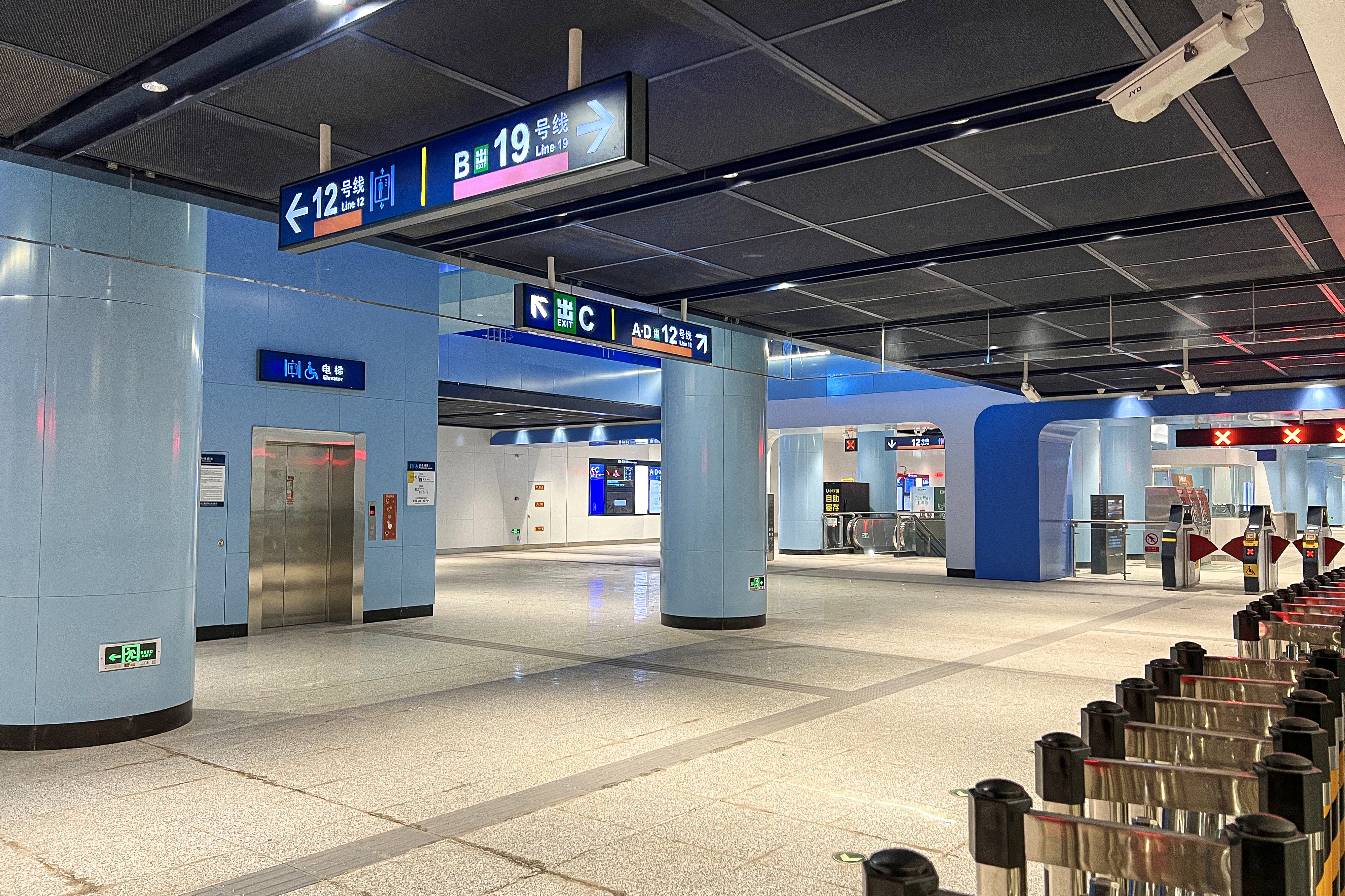
12호선 대합실 서측
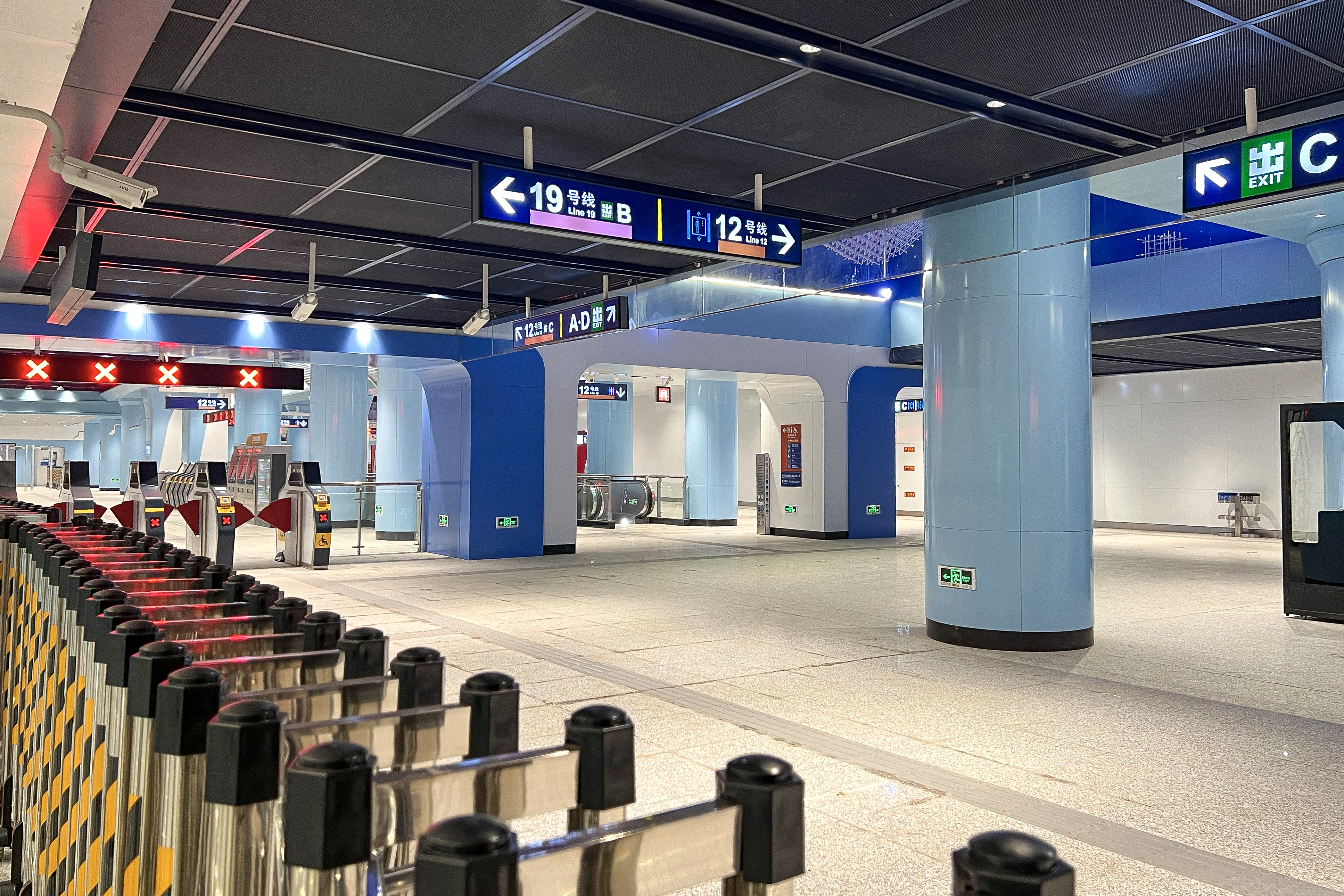
12호선 대합실 동측

| 지면     |                                 | A, B 출입구                         |
| 지하 1층 | 대합실                          | 고객 센터, 자동 발매기, 개집표기    |
| 지하 2층 | ←                               | ■ 12호선 쓰지칭차오 방면 (지먼차오) |
| 지하 2층 | 섬식 승강장, 왼쪽 출입문이 열림 |                                     |
| 지하 2층 | →                               | ■ 12호선 둥바베이 방면 (마뎬차오)   |
| 지하 3층 | ←                               | ■ 19호선 무단위안 방면 (시·종착역)  |
| 지하 3층 | 섬식 승강장, 왼쪽 출입문이 열림 |                                     |
| 지하 3층 | →                               | ■ 19호선 신궁 방면 (지수이탄)       |

- 12호선 대합실 서측
- 12호선 대합실 동측

## 출입구
베이타이핑좡역에는 5개의 출입구가 있으며, 그 중 A출구는 12호선과 19호선이 공유한다.
|                                                  |                                 |                     |      |             |
|                                                  |                                 |                     |      |             |
| 출구                                             | 지시                            | 출구 인근           | 사진 | 무장애 시설 |
| ■ 12호선 ■ 19호선에 연결                         |                                 |                     |      |             |
| 出口 · A                                         | 베이타이핑좡로(北太平庄路) 서측 |                     |      |             |
| ■ 19호선에 연결                                  |                                 |                     |      |             |
| 出口 · B                                         | 베이타이핑좡로(北太平庄路) 동측 | 청젠 빌딩(城建大厦) |      | 빈칸        |
| ■ 12호선에 연결                                  |                                 |                     |      |             |
| 出口 · C                                         | 신제커우 외대가(新街口外大街)   |                     |      | 빈칸        |
| 出口 · D · 1                                     | 북3환중로(北三环中路)           |                     |      | 빈칸        |
| 出口 · D · 2                                     | 북3환중로(北三环中路)           |                     |      | 빈칸        |
| · 별도 출입구 · 출입구 미연결 · 출입구 번호 없음 | 북3환중로(北三环中路)           |                     | 빈칸 |             |
| 아이콘 설명: 엘리베이터                          |                                 |                     |      |             |

## 역사
19호선의 원래 계획에는 베이타이핑좡역이 포함되지 않았지만, 구삼 학사 베이징 사범대학 기층 위원회는 19호선에 베이타이핑좡역을 추가할 것을 권고했으며, 19호선 사업기획계획 전문가 검토 회의에서 일부 참가자들은 10호선 승객 흐름 압박 완화를 이유로 베이타이핑좡에 12호선과 환승역을 추가하자고 제안했다. 2015년 발표된 2차 환경영향평가 공고를 통해 19호선에 이 역 추가가 최종 확정되면서, 12호선과 19호선 역 건설은 모두 2016년부터 시작되었다.
2021년 7월 19일, 베이징시 계획천연자원위원회가 제안한 19호선 역명 계획에서는 이 역명은 변경되지 않았다.
프로젝트 진행 및 기타 요인으로 인해 19호선 베이타이핑좡역은 2021년 12월 31일 19호선 1단계 개통에 맞춰 개통하지 못했고, 19호선 역은 2022년 7월 30일 개통하였다. 12호선 역은 2024년 12월 15일에 개통하였다.